# رافاييل مونتي
رافاييل مونتي (بالإسبانية: Rafael Monti)‏ هو لاعب كرة قدم أرجنتيني في مركز الهجوم، ولد في 8 ديسمبر 1999 في الأرجنتين. لعب مع Club Atlético Acassuso ‏.

## وصلات خارجية
- رافاييل مونتي على موقع Soccerway.com (الإنجليزية)